# Protesty w Arabii Saudyjskiej
Protesty w Arabii Saudyjskiej – antyrządowe protesty o charakterze społeczno-politycznym w Arabii Saudyjskiej w latach 2011–2012.

## Chronologia protestów
21 stycznia 2011 w miejscowości Samta niezidentyfikowany 65-letni mężczyzna dokonał samospalenia. To był najprawdopodobniej pierwszy w historii królestwa znany przypadek samospalenia.
W dniu 29 stycznia 2011 setki demonstrantów zgromadzonych w mieście Dżudda przetoczyło się przez miasto, krytykując słabą infrastrukturę po powodzi, która zabiła jedenaście osób. Policja zatrzymała demonstrację około 15 minut od jej rozpoczęcia. Około 30 do 50 osób aresztowano. Na początku marca 24 osoby zostały uwięzione po próbie demonstracji, która jest w tym kraju zabroniona.
10 marca policja rozpędziła 200 osobowy tłum szyitów demonstrujących w mieście Al-Katif.
Ponad 32 tysiące internautów wezwało na wielką demonstrację – 11 marca tzw. Dzień Gniewu. Dziennikarze, którzy przybyli do Arabii Saudyjskiej, zamiast manifestantów zobaczyli uzbrojonych policjantów.
W marcu 2011 w Al-Katif odbyły się manifestacje antyrządowe związane z interwencją Arabii Saudyjskiej w Bahrajnie. Uczestnicy protestów sprzeciwili się udzieleniu przez Rijad pomocy wojskowej sunnickim władzom Bahrajnu w tłumieniu rewolty większości szyickiej, która stanowiła ok. 70% ludności kraju. Protesty przerodziły się w zamieszki, podczas których protestujący obrzucili siły bezpieczeństwa koktajlami Mołotowa. Podczas kolejnych protestów szyici protestowali przeciwko dyskryminacji (trudnościom w uzyskaniu pracy i wyższego wykształcenia, częstemu zamykaniu ich świątyń oraz niedoinwestowaniu zamieszkanych przez nich terenów). Rząd saudyjski stwierdził, że nie podejmowano wobec szyitów żadnych działań dyskryminujących.
23 czerwca 2011 odbyły się protesty kobiet, którym zabrania się prowadzić samochodu. Na ulicę wyjechało 30 Saudyjek.
W 2012 aresztowano Nimr an-Nimra – szyickiego szejka, który brał udział w protestach w marcu. Podczas policyjnego pościgu dostał cztery kule w nogę. Po zatrzymaniu duchownego szyici zorganizowali kolejne manifestacje. 23 grudnia 2013 sąd w Rijadzie skazał Saudyjczyka na 30 lat więzienia za wyrażenie sprzeciwu wobec interwencji wojskowej. Tożsamości skazanego nie ujawniono. W listopadzie 2014 Nimr an-Nimr został skazany na karę śmierci. We wrześniu 2015 sąd apelacyjny utrzymał wyrok. Został stracony 2 stycznia 2016 wraz z 46 innymi skazańcami.